# Girolamo Cornaro
Girolamo Cornaro  (pohrv. Jeronim Korner lat. Hieronymus Cornelius) (Mleci, 25. lipnja 1632. – Valona, 1. listopada 1690.) bio je mletački patricij, političar i vojni zapovjednik. Među ostalim, dva puta je obnašao dužnost generalnog providura Dalmacije, a poslije je bio i generalni zapovjednik mletačke vojske na grčkom frontu tijekom Morejskog rata. Tijekom obnašanja navedenih funkcija Cornaro je postigao znatne vojne uspjehe, te je uz dužda Francesca Morosinija bio najuspješniji mletački vojni zapovjednik u Morejskom ratu. Umro je od bolesti u albanskom gradu Valoni.

## Rane godine i politički početci
Rođen kao treće muško dijete 25. lipnja 1632. godine u uglednoj mletačkoj senatorskoj obitelji Cornaro (kasnije će mu roditelji Andrea Girolamo di Giorgio i Morosina Morosini Caterino dobiti i četvrtog sina), u grani nazvanoj "della Regina". Svoju političku karijeru započinje 1657. godine, dakle sa samo dvadesetpet godina. Tijekom svog političkog života brzo se uspinjao socijalnom ljestvicom mletačke vladajuće kaste, pa već 1666. godine ulazi u mletački Senat, a potom je dva puta biran i u Vijeće desetorice i to 1668. te 1670. godine. Godine 1669. Cornaro je primljen u najelitniji mletački viteški odred - Cavalieri di San Marco čime je potvrđen njegov ulazak među samu mletačku političku elitu. Proboj po političkoj sceni nastavio je i dalje, pa 20. ožujka 1672. godine postaje jedan od trojice načelnika i inkvizitora Terrafirme, druga dva mjesta su dobili, budući mletački dužd Marcantonio Giustinian, te mletački povjesničar Michel Foscarini. Trojac je dobio zadaću da poboljšaju administrativni ustroj Terrafirme koji je doživio brojne degradacije tijekom Kandijskog rata, koji završava 1669. godine, nakon skoro trideset godina stalnog ratovanja.

## Generalni providur Dalmacije
Cornaro se nakon trogodišnjeg mandata u Terrafirmi ponovno vraća u Veneciju, pa 1678. biva ponovno izabranu u Vijeće desetorice te na mjesto državnog inkvizitora. U lipnju 1679. godine Cornaro je ponovno poslan na funkciju izvan Venecije, jer postaje generalni providur Dalmacije. U svom prvom mandatu u Dalmaciji Cornaro pokušava riješiti nagomilane socijalne i ekonomske probleme Dalmacije, poput populacijskog pada, posebice među aristokratskim redovima, koji odbijaju primati bogatije građane u svoje redove. Cornaro također pokušava osigurati mirnije odnose na uvijek nesigurnoj granici s Turskom, pokušavajući spriječiti upade Senjana na tursko područje, te prisiljavajući morlačko stanovništvo da plate obećane rente Turcima za uživanje njihove zemlje. Cornaro završava svoju dužnost u Dalmaciji samo dva mjeseca prije tzv. Zemuničkog masakra u kojemu su Morlaci poubijali Turke koji su pokušali naseliti Zemunik. Zemunički masakr izrast će u jedan od glavnih uzroka zaoštravanja mletačko-turskih odnosa pred Morejski rat. Nakon odlaska iz Dalmacije Cornaro preuzima mjesto generalnog providura Stato da Mar, čime mu je povjereno organiziranje mletačke flote i mletačkih prekomorskih posjeda.
Iako u studenom 1685. godine Cornaru ističe služba, Venecija je još od lipnja 1684. u ratu s Turskom, pa je Cornaro u prosincu poslan ponovno u Dalmaciju da preuzme funkciju generalnog providura od Pietra Valiera koji je smijenjen nakon katastrofalnog poraza pri pokušaju osvajanja Sinja. Ovaj drugi mandat u Dalmaciji Cornara će pretvoriti u jednog od dvojice ključnih mletačkih ljudi, uz već spominjanog Morosinija. Tijekom svog mandata ostvareni su najveći uspjesi mletačke vojske na dalmatinskom bojištu. Cornaro tako osobno vodi mletačku vojsku sastavljenu od plaćeničkih trupa i lokalnog morlačkog stanovništva na tri velika osvajanja; osvajanje Sinja 1686. godine, osvajanje Herceg Novog 1687. godine i osvajanje Knina 1688. godine. Tijekom svog mandata Cornaro se često oslanjao na Morlake koje je nagrađivao službenim prstenjem i medaljama za vojne zasluge. Posebno dobre odnose imao je sa serdarom Stojanom Jankovićem, poznatim morlačkim glavarom čije je junaštvo bilo posebno poznato među lokalnim stanovništvom, pa su njegova dijela ostala zapamćena i u nekoliko pjesama fra Andrije Kačića Miošića. Cornaro se u Dalmaciji iskazao kao vješti zapovjednik, koji je vojsku osobno vodio u veće pohode, a za razliku od većine ostalih generalnih providura Dalmacije, izgradio je dobar odnos s morlačkim ratnim vođama, čime je mogao iskoristiti njihov puni ratni potencijal. Tijekom njegovog mandata granica sjeverne Dalmacije pomaknuta je na Dinaru, čime je zapravo utvrđena granica koja je aktivna i danas.
Cornaro je 1688. osobno predvodio i potisak turskih snaga iz Neretve, te ponovno osvajanje Kule Norinske. Nakon prvog kratkotrajnog osvajanja Kule 1685. koju su izveli pet lokalnih junaka predvođenih serdarom Nikolom Vladimirovićem iz Jezera, za što su bili nagrađeni od mletačkog dužda Marka Antuna Justinijanija (Marcantonio Giustinian). A o snazi i moći tadašnje Kule govore stihovi fra Andrije Kačića Miošića:
| „                                                                                     | Da je komu poslušati bilo što govori Korner đenerale na divanu u Splitu bilomu u početku rata od Morije: »Evo ima dvi godine dana da vojujem i da bojak bijem: gradove sam mnoge osvojio i carevu zemlju porobio, al mi osta kula od Norina, kojoj nema slike ni prilike u svoj zemlji cara silenoga ni našeg dužda mletačkoga...« | ” |
| — fra Andrija Kačić Miošić: "Razgovori ugodni naroda slovinskoga", 116. pjesma, 1759. | |   |

 izvorni tekst na WikIzvoru: Cijela pjesma o prvom osvajanju kule od Norina na Wikiizvoru

To je bilo prvo osvajanje Kule, ali već sljedeće godine (1686.) paša Hercegovine okupio je vojnike koji su mu bili dostupni i uputio se osvojiti nazad Norinsku kulu. Dvije godine potom, 1688. opet je mletačka vojska odlučila zauzeti Kulu, ovaj put su krenuli pod osobnim zapovijedanjem Cornara na galijama u Neretvu. Kako su Mlečani napali Kulu topovskom paljbom, Turci su brzo pobjegli iz Kule, vidjevši da se neće moći obraniti. Ali im su ih Mlečani sustigli, zarobili zapovjednika, a ostale pobili. I to je bio kraj turskih posjedovanja Kule. Ovaj događaj je bio od velike važnosti, jer je od tada donja Neretva bila potpuno slobodna i od tada počinje ponovno naseljavanje što povratnika i drugih iz primorja, što izbjeglica iz drugih krajeva, koji su bježali od turske torture. Važnost zauzimanja Kule je i u oformljenju jakog uporišta za planiranje konačnog zauzimanja turskog središta na Neretvi, grada Čitluka (Gabela).

## Prebacivanje na grčku frontu i smrt
Ipak, vremenskim ograničenjem od tri godine koliko je generalni providur mogao obavljati tu funkciju, Cornaro je u ožujku 1689. godine ponovno postavljen za generalnog providura Stato da Mar, te odlazi na Peloponez (tj. Moreju) gdje se priključuje generalnom zapovjedniku i duždu Morosiniju, bivša dva rivala za mjesto dužda samo 9 mjeseci surađuju, jer se Morosini prisiljen vratiti u Veneciju u siječnju 1690. godine, kada Cornaro preuzima mjesto glavnog zapovjednika u Moreji. Prvi uspjeh na novom mjestu bilo je osvajanje male otočne utvrde Malvazije 12. kolovoza 1690. godine. Malvazija je bila posljednje tursko uporište na Peloponezu i u enklavi je odolijevala mletačkim pokušajima punih pet godina. No, Cornaro je odmah nakon početkog uspjeha prisiljen na planiranje novih osvajanja jer mu već u rujnu nedostaje novaca za isplatu plaća, pa tako s flotom odlazi u tursku Albaniju gdje osvaja turski grad Valonu (Vlorë) i obližnju utvrdu Caninu. Hitro osvajanje, prekinula je bolest kojoj je podlegao već 1. listopada 1690. godine u Valoni. S Cornarovom smrću i Morosinijem u Veneciji, velika mletačka osvajanja u Morejskom ratu su prestala, sljedećih osam godina Mlečani su uglavnom proveli braneći već osvojena područja Peloponeza i Dalmacije, uz manja osvajanja uglavnom u ovoj potonjoj. Cornaro je za svoju ulogu u Morejskom ratu u historiografiji uglavnom zapamćen kao vrsni vojni zapovjednik, kojega je zasjenio samo Morosini, ipak za razliku od Morosinija, koji je doživio veći neuspjeh na Negropontu, Cornarova vojna karijera bilježi samo uspješna osvajanja.